# Черно фередже
Черно фередже е музикална група, която изпълнява хумористични песни. Текстовете на песните им са закачливи и често вулгарни. Представители на т.нар. Порно фолк.

## Музикална Кариера
Черно Фередже е група създадена през 1994 г. от Чочо, Голям Тошо, Малък Тошо и Кака Силва. Много преди да създадат групата те са свирели и пеели заедно за удоволствие. След като записват песните в студио започват да свирят по заведенията, да пеят на живо и да си търсят продуцент. Намират го в лицето на „Polysound“ и през 1995 г. издават първият си албум „С Черно Фередже“. След което единствената жена в групата напуска, но не след дълго триото отново става квартет. Наталия Василева – Ния е новия член на групата. С нейна помощ те записват втория си албум „Какъв Купон“. Следват многобройни изяви и купони на живо. Популярността нараства и всеки път има хора от публиката които пеят заедно с групата, точно на това се гради славата на Черно Фередже.

## Състав

### Настоящ състав
- Голям Тошо – вокал и китара (1994 – )
- Фънки – бас китара (2008 – )
- Райя Андреева – вокал (2021 – )[2]
- Емил Стефанов – ударни (2021 – )
- Цецо Игнатов - клавири (2018 - )

### Бивши членове
- Кака Силва (вокал) (1994 – 1996),
- Чочо (барабани) (1994 – 1999)
- Малък Тошо – вокал и китара (1994 – ?)
- Гешата – барабани (1999 – 2022)
- Буги Барабата – китара (2016 – 2019)
- Наталия Василева – Ния – вокал и китара (1996 – 2022)

## Дискография
- С Черно Фередже – 1995
- Какъв Купон – 2000
- Белият Албум – 2005